# (7803) Adachi
(7803) Adachi (1997 EW2) – planetoida z pasa głównego asteroid okrążająca Słońce w ciągu 4,65 lat w średniej odległości 2,79 j.a. Odkryta 4 marca 1997 roku.